# 次数付き対称代数
代数学において与えられた可換環 R 上の次数付き加群 M の次数付き対称代数（じすうつきたいしょうだいすう、英: graded-symmetric algebra）は M のテンソル代数 T(M) のあるイデアル I による次数付き商代数を言う。ここに、そのイデアル I は、x, y を M のそれぞれ次数 |x|, |y| の斉次元とするとき、
- {\displaystyle xy-(-1)^{|x||y|}yx}[注釈 1]

および
- |x| が奇数のときは x2

なる形に書ける元すべてによって生成されるものとする。作り方から、次数付き対称代数は、次数付き可換環—すなわち{\textstyle xy=(-1)^{|x||y|}yx} を満たす—であり、また次数付き可換環の中でもっとも一般（普遍）なものである。
次数付き対称代数という名称にも拘らず、この概念は対称代数および外積代数を共に一般化するものになっている。実際、V を（次数付きでない）R-加群とすれば、自明な次数付けを持つ V の次数付き対称代数は通常の対称代数であり、同様に一次の項が V でそれ以外の項が零加群 {0} となるような次数付き加群の次数付き対称代数は V の外積代数になる。

## 注